# Tučepi
Tučepi ist eine Gemeinde in Kroatien mit 1819 Einwohnern (Stand: 2021). Der Badeort liegt am Adriatischen Meer, genauer an der Makarska Riviera.

## Geographie
Die Gemeinde liegt unterhalb des Biokovo-Gebirges und gegenüber den Inseln Brač und Hvar. Sie ist über die Autobahn A1 Zagreb-Split(-Dubrovnik) oder die Adria-Magistrale erreichbar. Tučepi befindet sich in der Gespanschaft Split-Dalmatien. Neben dem Hauptort Tučepi gehören ihr die Weiler Podpeć, Čovići, Srida sela, Šimići und Podstup an.

## Geschichte
Im 6. und 7. Jahrhundert nach Christus siedelten Kroaten auf dem Gebiet. Im Jahr 925 kam Tučepi an das neu gegründete Königreich Kroatien unter König Tomislav. Im Jahr 1000 besiegte die venezianische Flotte Kroatien. Tučepi sowie einige andere ost-adriatische Küstenorte und Städte (bis auf Dubrovnik) kamen vorübergehend unter venezianische Verwaltung. König Petar Krešimir IV. eroberte die Gebiete wieder zurück. Nach dem Zusammenbruch Venedigs 1797 und der kurzen Regentschaft Frankreichs, unter Napoleon (1809–1813), übernahm Österreich die Herrschaft über Kroatien. Später kam Tučepi zum Königreich Dalmatien innerhalb der Donaumonarchie. Seit 1918 gehörte es zum neugegründeten Jugoslawien. Als das Königreich Jugoslawien im Zweiten Weltkrieg zerschlagen worden war, wurde der Ort durch die Machtübernahme der faschistischen Ustaša im Jahr 1941 eine Gemeinde des Unabhängigen Staates Kroatien. Seit 1945 gehörte Tučepi zur Sozialistischen Republik Kroatien und seit deren Unabhängigkeit 1991 zur Republik Kroatien.

## Tourismus

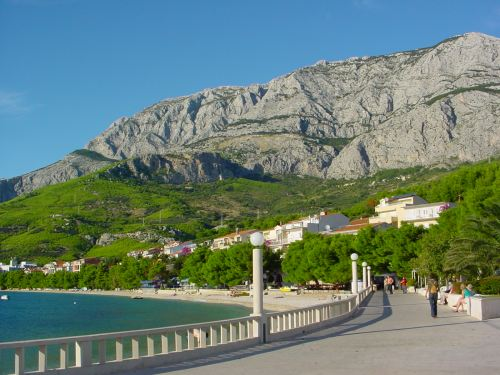
Strandpromenade von Tučepi mit Biokovo-Gebirge

Tučepi ist Ausgangspunkt für Bergsteiger im Biokovo-Gebirge. Außerdem verfügt der Badeort über Hotels, Pensionen, mehrere Kilometer Strand und Badebuchten. Die weißen Kiesstrände Tučepis, die von Pinien gesäumt werden, sind für den Ort und die Gegend prägend. Das Antons-Fest findet am 13. Juni statt. Bis Ende des Monats schließen sich Treffen von dalmatinischen Gesangsgruppen an.

## Sehenswürdigkeiten

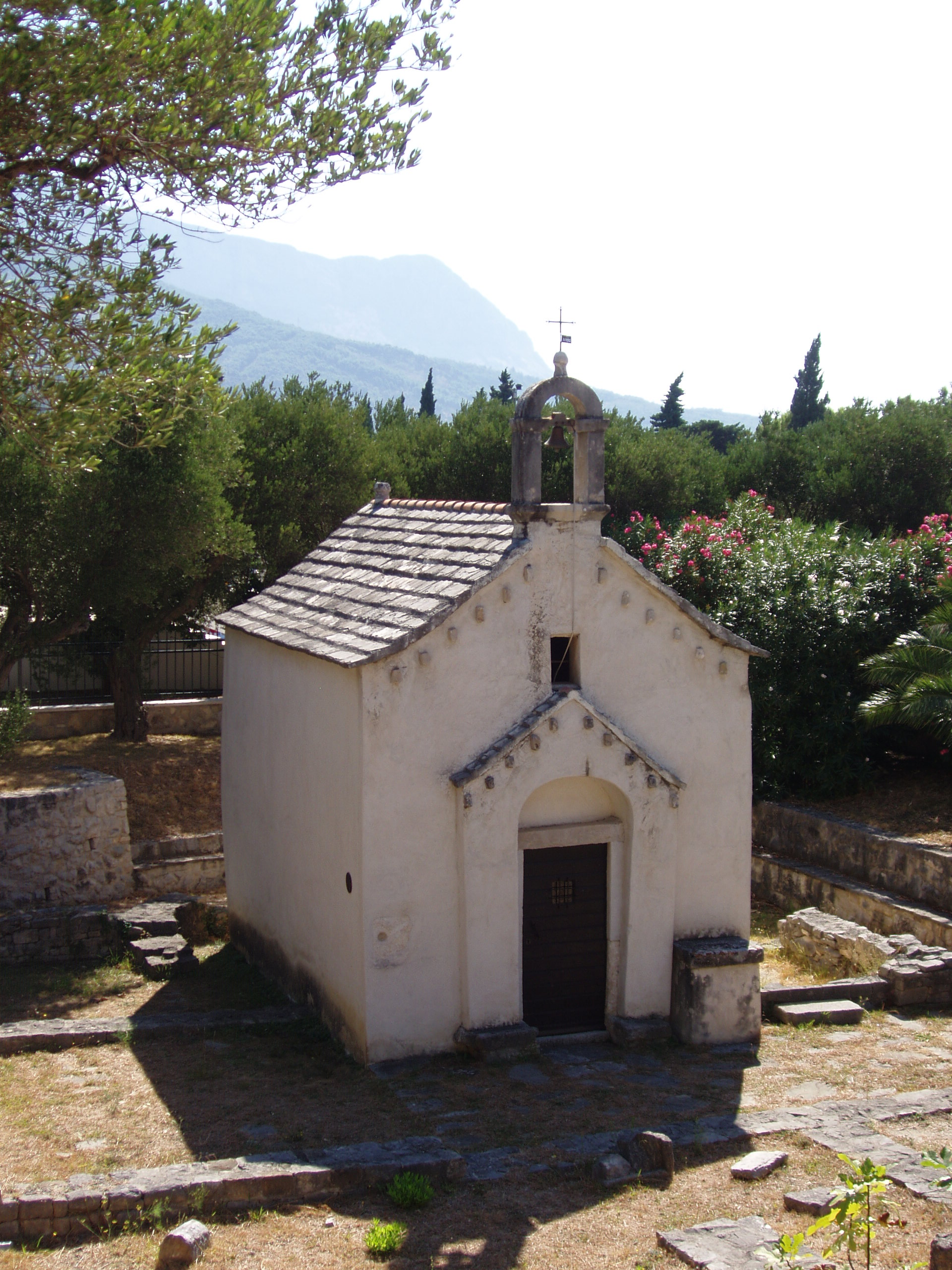
Sv.-Jure-Kirche

Die einschiffige romanisch-gotische Sv.-Jure-Kirche (Georgskirche) stammt aus dem frühen 14. Jahrhundert und wurde 1992/1993 restauriert. Sie ist die Wappenfigur des Ortes. Weitere Sehenswürdigkeiten sind das am Berg gelegene Dorf Gornji Tučepi mit der Kirche Sv. Ante (Antoniuskirche), der Mühlstein von Tučepi und der Naturpark Biokovo mit seinem Gipfel Sveti Jure (1762 m).

## Persönlichkeiten
- Marijan Šimić (1898–?), Ustascha-Funktionär und kurzzeitig Handelsminister des Unabhängigen Staates Kroatien
- Ani Mijačika (* 1987), Tennisspielerin